# Georg Liban
Georg Liban (eigentlicher Name Georg Weihrauch; * 1464 vermutlich in Liegnitz, Herzogtum Liegnitz; † nach 1546) war ein deutscher Altphilologe, Komponist und Musiktheoretiker, der an der Universität Krakau lehrte.

## Leben
Liban studierte 1494/95 an der Universität Krakau, danach vermutlich an der Universität Köln. 1501 kehrte er nach Krakau zurück, wo er 1502 den akademischen Grad eines Bakkalaureus erlangte und 1511 Magister wurde. Anschließend hielt er Vorlesungen an der Universität Krakau und war von etwa 1506 bis 1528 an der Schule der Marienkirche tätig. Er war hier zunächst Kantor, ab 1514 Rektor und unterrichtete lateinische Prosodie, Griechisch und Musik. 1535 veröffentlichte er die erste Grammatik der griechischen Sprache in Polen.
Zwischen 1522 und 1545 erschienen mehrere Kompositionen Libans. Als Beitrag zu Filippo Buonaccorsis Carmen Sapphicum in vitam sancti Stanislai episcopi cracoviensis, Polonorum gentis patroni entstand um 1522 der vierstimmige Hymnus Exsurgat omnis populus. 1535 erschien der Beerdigungsgesang In clarissimi Poloniae Praesulis Maecenatisque D. Petri Tomicii Cracoviensis olim Episcopi obitum… Saphicon. Ipso funeris die in aede Divi Stanislai decantatum, 1538 die Elegie Ad generosum et Magnificum Dominum Franciscum Bonerum.
Als Bestandteil seiner Abhandlung über die Rezitation liturgischer Texte De accentuum ecclesiasticorum exquisita ratione (1539), einem Handbuch für Klosterschulen, erschien die Komposition Ortus de Polonia von 1501. In der Schrift De Musicae laudibus oratio (1540) veröffentlichte Liban als musikalische Beispiele acht vierstimmige Magnificat-Vertonungen und den gleichfalls vierstimmigen Satz des Psalms 114 In exitu Israel de Aegypto.

## Werke
Musiktheoretische Schriften:
- De accentuum ecclesiasticorum exquisita ratione. 1539.
- De musicae laudibus oratio. 1540.

## Diskographie
- Jerzy Liban of Legnica. Opera Omnia. Polski Chór Kameralny – Schola Cantorum Gedanensis, Jan Łukaszewski (Ltg.). BeArTon CDB016, 2001[5]